# Kim Taek-soo
Kim Taek-soo, född 25 maj 1970 i Sydkorea, är en sydkoreansk idrottare som tog individuellt OS-brons i bordtennis 1988 i Seoul. Kim lyckades i samma mästerskap ta brons i herrdubbel med Yoo Nam-kyu.